# Orlando Pizzolato
Orlando Pizzolato (Italia, 30 de julio de 1958) es un atleta italiano retirado especializado en la prueba de maratón, en la que ha conseguido ser subcampeón europeo en 1986.

## Carrera deportiva
Ganó la maratón de Nueva York en 1984, con un tiempo de 2:14.53 segundos, y al año siguiente, en 1985, con un tiempo de 2:11.34 segundos.
En el Campeonato Europeo de Atletismo de 1986 ganó la medalla de plata en la maratón, recorriendo los 42,195 km en un tiempo de 2:10:57 segundos, llegando a meta tras su compatriota Gelindo Bordin y por delante del alemán Herbert Steffny (bronce con 2:11:30 segundos).